# Michael Ugwu Eneja
Michael Ugwu Eneja (* 1919 in Ibagwa Nkwo, Nigeria; † 14. November 2008) war römisch-katholischer Bischof von Enugu in Nigeria.

## Leben
Michael Ugwu Eneja empfing die Priesterweihe am 29. Juli 1951 für das Bistum Enugu.
1977 wurde er von Papst Paul VI. zum Bischof im Bistum Enugu ernannt. Die Bischofsweihe spendete ihm Erzbischof Girolamo Prigione, Apostolischer Pro-Nuntius in Nigeria, am 26. Februar 1978; Mitkonsekratoren waren der Bischof von Onitsha in Nigeria und spätere Kurienkardinal Francis Arinze und Anthony Gogo Nwedo, Bischof von Umuahia in Nigeria.
Sein altersbedingtes Rücktrittsgesuch nahm Johannes Paul II. 1996 an.